# ذخيرة أدنى من العيار
الذخيرة الأدنى من العيار هي ذخيرة سلاح ناري حيث يكون للمقذوف قطر أصغر من تجويف ماسورة البندقية التي تطلق منها. إطلاق الذخيرة الأدنى من العيار له العديد من الفوائد المحتملة مقارنة بالذخيرة كاملة العيار. يمكن أن تسمح على سبيل المثال بسرعات إطلاق أعلى بكثير بسبب إطلاق مقذوفات أخف وزناً من شحنة دافعة أكبر نسبيًا ،  ولكن يمكن أيضًا أن تخفض تكلفة الذخيرة بسبب قلة المواد المستخدمة لإنتاج القذيفة مقارنة بالقذيفة الكاملة العيار إلخ.
توجد عدة طرق لنتمكن من إطلاق ذخيرة أدنى من العيار.

## طريقة التغليف بالسابوت

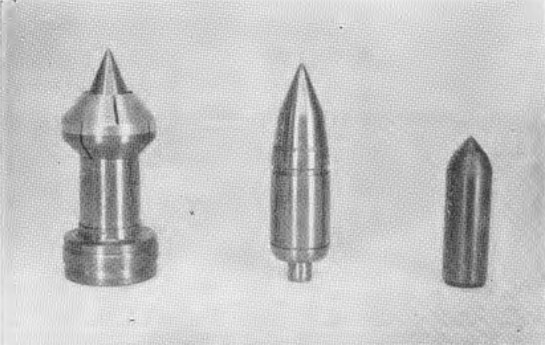
قذيفة أدنى من العيار خارقة للدروع نابذة للغلاف. تُرى هنا مع وبدون غلافها وكذلك مع قلبه الداخلي المصنوع من التنغستن.

الطريقة الأكثر استخداماً لإطلاق ذخيرة أدنى من العيار هي أن يثبت المقذوف في سابوت (غلاف قابل للاستهلاك) . السابوت عبارة عن اداة تقوم بتعويض الفارق بين قطر الذخيرة الأدنى من العيار وتجويف السبطانة عند إطلاق القذيفة ثم ينفصل عن المقذوف بمجرد تركه للماسورة.

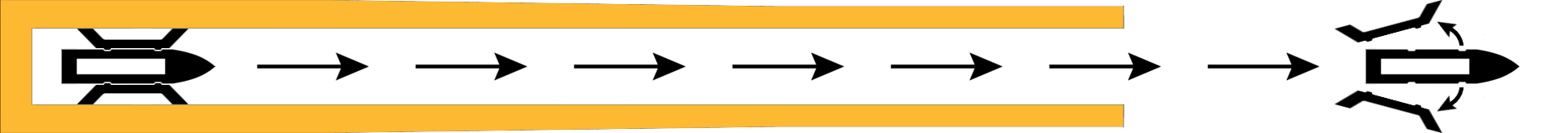
رسم تخطيطي لطريقة القبقاب  [لغات أخرى]‏

### أنواع الذخائر الأدنى من العيارالمغلفة
- خارقة للدروع نابذة للغلاف (APDS)
- ذخيرة خارقة للدروع مستقرة بزعانف نابذة القبقاب (APFSDS)
- خارقة للدروع الخفيفة (SLAP)
- سهمية (ليس بالضرورة مقذوفاً أدنى من العيار)
- غلاف الرصاصة (تعتبر الحشوة سابوت في بعض البلدان)[2]

## طريقة الحافة

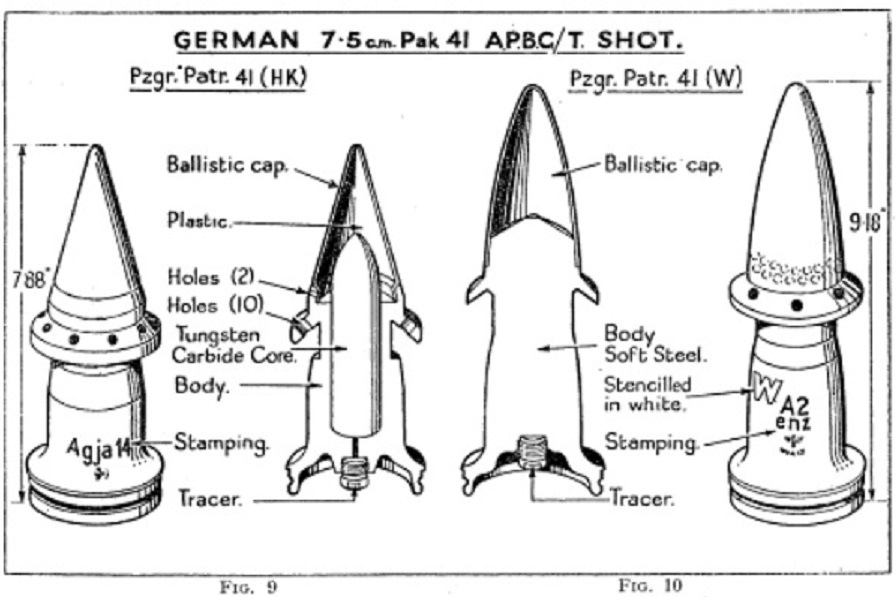
مقذوفات حشر الماسورة الأدنى من العيار. مبينة هنا في مثالين: مقذوف غير صلب خارق للدروع مع قلب تنجستن، ومقذوف غير صلب خارق للدروع بدون قلب من التنجستن.

كانت الطريقة الشائعة خلال الحرب العالمية الثانية ، والتي غالباً ما يطلق عليها مبدأ Gerlich- أو Littlejohn- أو مبدأ التجويف المدبب، هي تركيب الذخيرة ذات العيار الصغير بحواف معدنية ناعمة تملأ العيار المفقود تطلق من تجويف الماسورة المحشورة. إن الماسورة المحشورة التجويف ، التي توجد غالباً في البنادق (انظر الخانق (الأسلحة النارية) )، يقل بشكل تدريجي قطر تجويفها نحو الفوهة، مما يؤدي إلى انخفاض التجويف النهائي. عند إطلاق النار، فإن الشفات الموجودة على المقذوف سوف تنثني إلى الداخل لأنها تنتقل عبر القطر الداخلي المتقلص لتجويف الضغط.

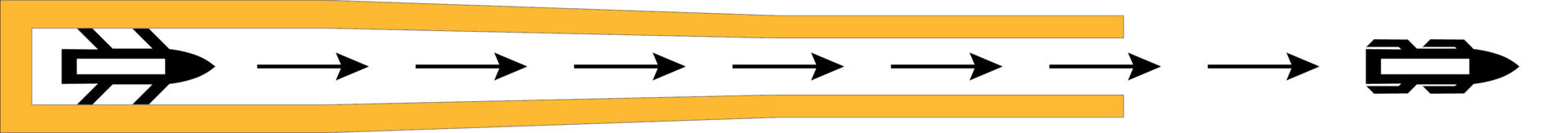
رسم تخطيطي لطريقة الشفة  [لغات أخرى]‏

### أنواع الذخائر الأدنى من العيارذات الحواف
- ذخيرة خارقة للدروع من مركب غير صلب (APCNR)
- ذخيرة خارقة للدروع غير صلبة (APNR)

## سبطانة أدنى من العيار
الطريقة الثالثة هي ببساطة تركيب سبطانة أصغر في السلاح الأصلي ذي العيار الكامل والذي يسمح بعد ذلك بإطلاق خراطيش ذات عيار أصغر. يسمى هذا تدريب دون العيار ويستخدم لخفض تكلفة التدريب بأسلحة ذات عيار كبير من خلال السماح لهم بإطلاق ذخيرة أقل تكلفة وعدم استهلاك السبطانة الأصلية.